# 19539 Анаверду
19539 Анаверду (19539 Anaverdu) — астероїд головного поясу, відкритий 14 травня 1999 року.
Тіссеранів параметр щодо Юпітера — 3,541.